# Yemen del Sur en los Juegos Olímpicos de Seúl 1988
Yemen del Sur estuvo representado en los Juegos Olímpicos de Seúl 1988 por cinco deportistas masculinos que compitieron en dos deportes.
El portador de la bandera en la ceremonia de apertura fue el atleta Sahim Saleh Mehdi. El equipo olímpico no obtuvo ninguna medalla en estos Juegos.